# Álvaro Peña
Pour les articles homonymes, voir Peña (homonymie).
Álvaro Peña est un footballeur bolivien né le 11 février 1965 à Santa Cruz de la Sierra. Il évolue au poste d'attaquant reconverti entraîneur.

## Sélections
- 43 sélections et 4 buts avec la  Bolivie de 1987 à 1996.